# Cottage Grove (Minnesota)
Cottage Grove – miasto w Stanach Zjednoczonych, w stanie Minnesota, w hrabstwie Washington.